# Aiguilles Rouges
Die Aiguilles Rouges (dt. ‚rote Spitzen‘) sind eine Bergkette in den nördlichen französischen Alpen.

## Lage
Die Aiguilles Rouges verlaufen von Nord nach Süd und gehört zu den Savoyer Voralpen. Im Osten liegt das Tal der Arve mit Chamonix und Argentière, im Süden Les Houches, im Südwesten Servoz. Am nördlichen Ende führt der Col des Montets nach Vallorcine. Auf der anderen Seite des Arve-Tals liegt die Mont-Blanc-Gruppe. Im Nordwesten schließt sich das Massif du Giffre an.

## Geografie und Oberflächengestalt

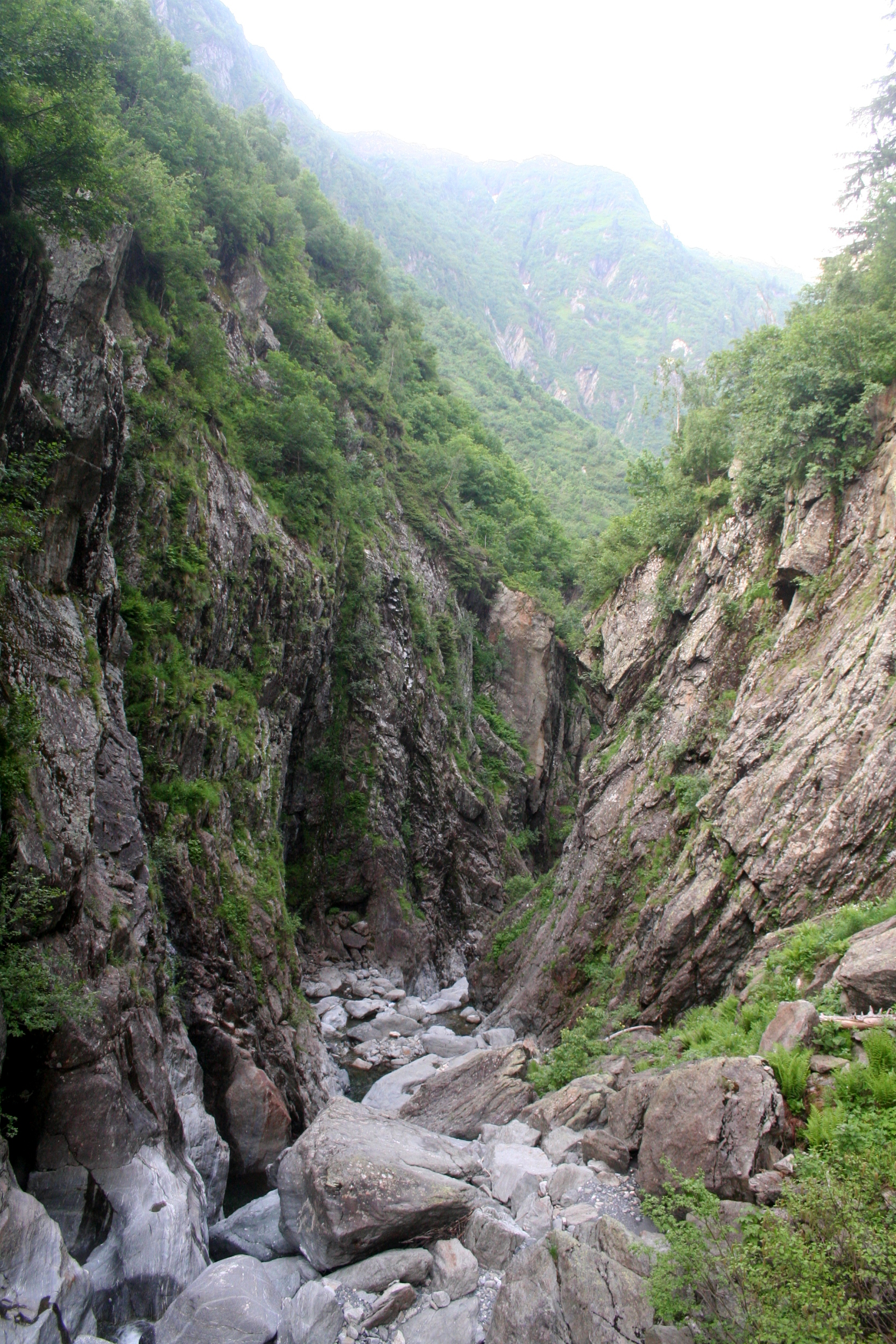
In der Schlucht der Diosaz

Höchster Punkt ist der Aiguille du Belvédère mit 2.965 Metern. Der südwestliche Teil der Bergkette heißt auch Massif de Pormenaz und wird durch die Schlucht der Diosaz vom Rest getrennt.
Es gibt die folgenden Gipfel:
- Aiguille du Belvédère (2.965 m) als höchster Punkt
- Aiguille de Tête Plate (2.944 m)
- Aiguille de la Floria (2.888 m)
- Aiguille du Pouce (2.873 m)
- Glière (2.836 m)
- Aiguille Pourrie (2.562 m)
- Brévent (2.525 m), Skiberg, im Süden und erschlossen durch eine Luftseilbahn ab Chamonix
  - vorgelagert ist der Planpraz (2.000 m)
- Aiguillette des Houches (2.312 m)

- la Pointe Noire de Pormenaz (2.323 m) im Massif de Pormenaz

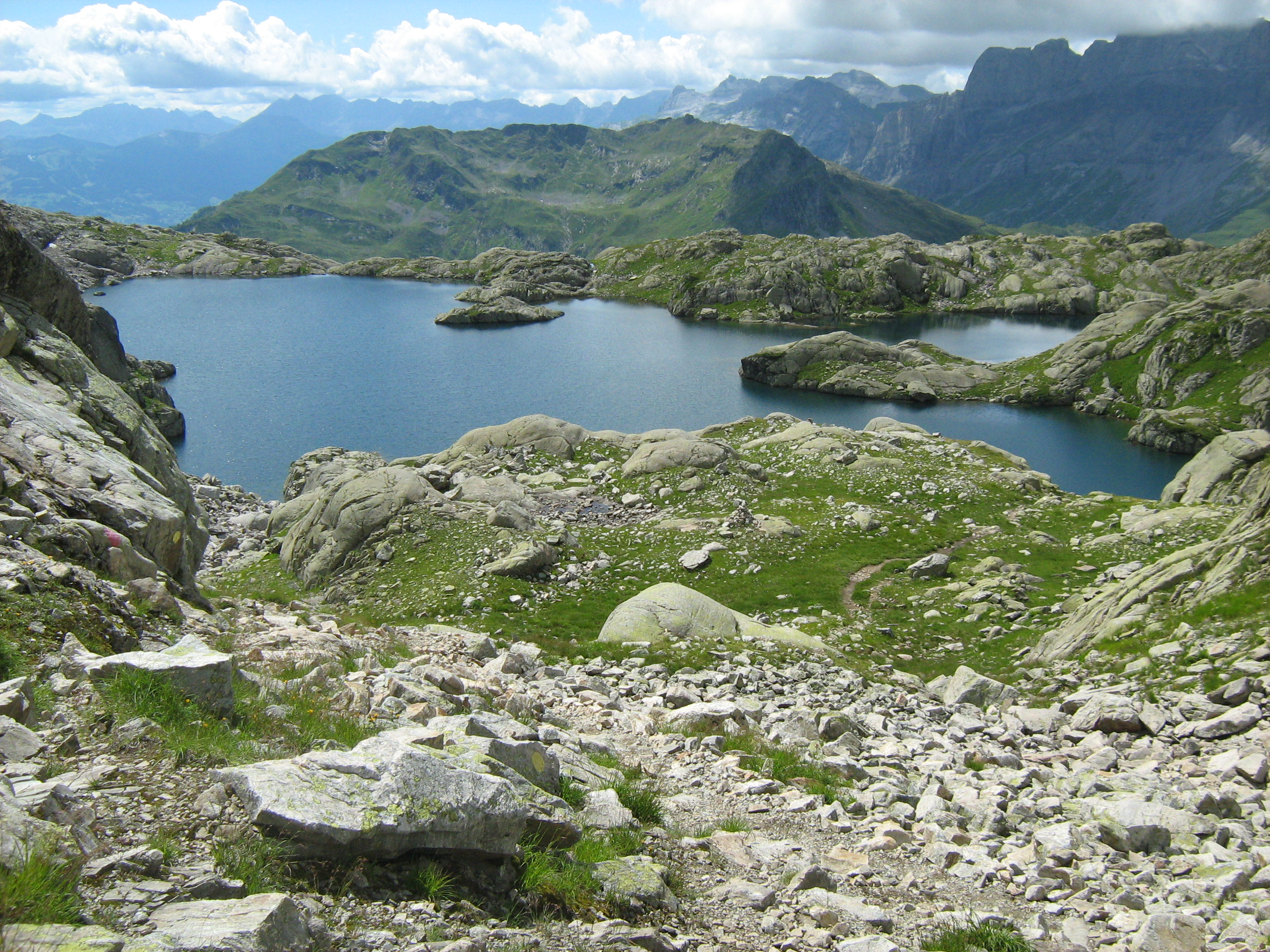
Der Lac Cornu.

Dazwischen liegen die folgenden Seen:
- Lac Blanc
- Lac du Brévent
- Lac Cornu
- Lac Noir
- Lac de l’Aiguillete

Fließgewässer:
Nahe dem Col de l’Encrenaz im Norden entspringt die Eau Noire, ein Nebenfluss des Trients. Im Süden fließt das Wasser durch die Diosaz in die Arve.

## Geologie

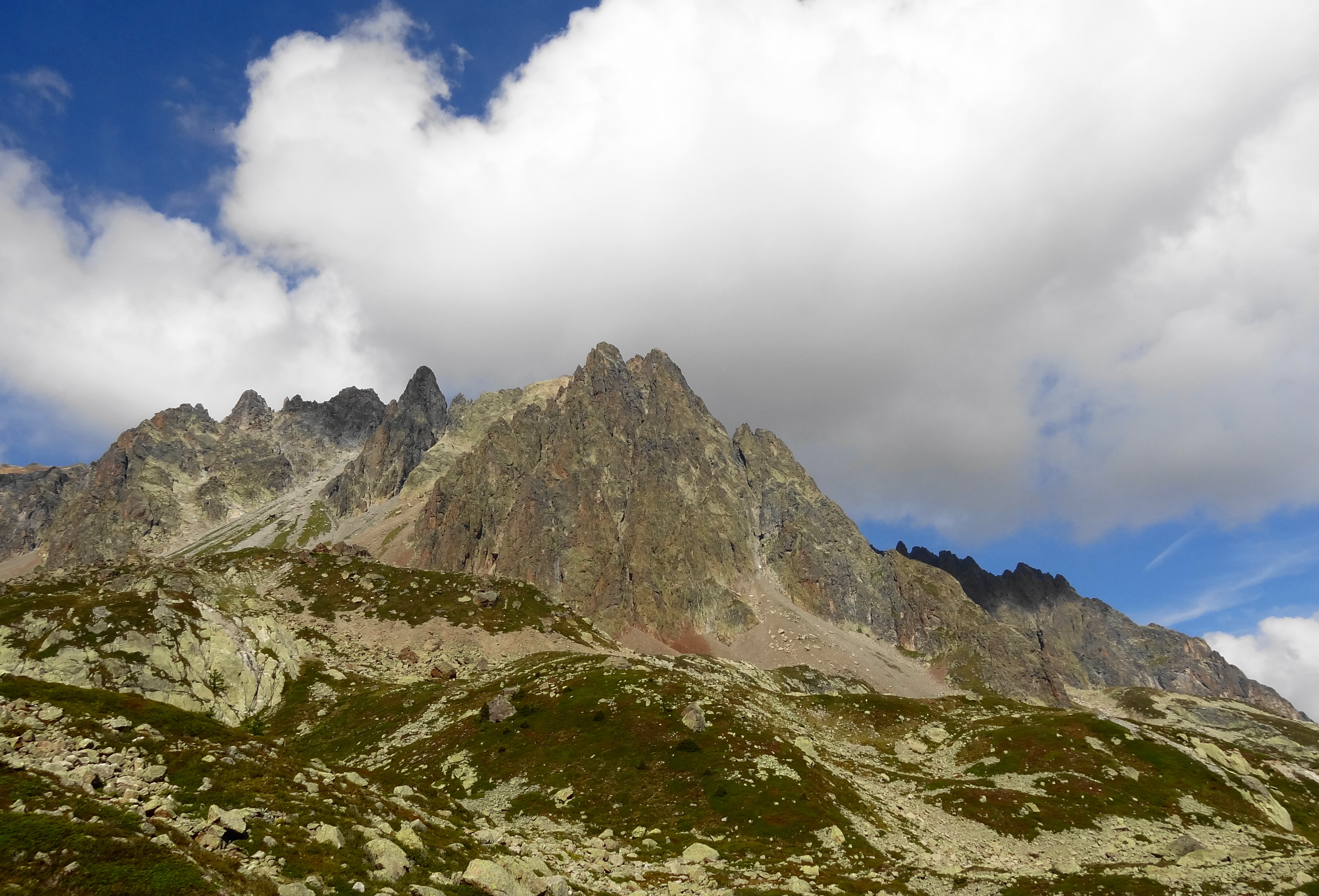
Eine der „roten Spitzen“.

Gemeinsam mit dem Arpille bilden die Aiguilles Rouges das Aiguilles Rouges-/Arpille-Massiv, eines der vier Zentralmassive der Schweizer Alpen. Der Name bedeutet auf Deutsch „rote Spitzen“ und leitet sich von der charakteristischen Färbung her, die auf Eisenoxid-haltigem Gneis beruht. Ansonsten besteht es aus weiteren Metamorphiten. Anders als im „Schwestermassiv“ jenseits der Arve, der Mont-Blanc-Gruppe, findet sich wenig Granit.
Der so genannte Blutstein, ein roter Findling in Ins im Schweizer Kanton Bern, stammt vermutlich aus den Aiguilles Rouges.

## Natur- und Kulturlandschaft
Auf der südwestlichen Seite der Aiguilles Rouges findet sich eine reichhaltige Flora. Oberhalb von 2.000 Metern ist das Klima alpin. Auf der nordwestlichen Seite findet sich wegen der geringeren Sonneneinstrahlung weniger Vegetation. Auf einem Teil der Aiguilles rouges befindet sich seit 1974 das nationale Naturreservat „Aiguilles Rouges“. Die „Vereinigung für die Naturreservate der Aiguilles Rouges“ setzt sich für den Schutz des Naturraums ein.
Die östlichen Aiguilles Rouges sind bei Wanderern insbesondere wegen des guten Blicks auf den Mont Blanc beliebt. Die Ostseite des Brévent ist von Chamonix aus als Skigebiet erschlossen.

## Rezeption
Die Aiguilles Rouges finden sich im autobiografisch geprägten Werk des Bergschriftstellers Oskar Erich Meyer.
Gemäß seiner fiktiven Biographie starben die Eltern des Geheimagenten James Bond bei einem Bergunfall in den Aiguilles Rouges nahe Chamonix, als er elf Jahre alt war. Die Bergkette wird auch im Roman Liebesgrüße aus Moskau erwähnt.
In den Aiguilles Rouges spielt der französische Spielfilm Les aiguilles rouges aus dem Jahr 2006, in dem eine Gruppe von acht Pfadfindern damit bestraft wird, dass sie den Brévent besteigen muss.